# FromSoftware
FromSoftware, Inc. (株式会社フロム・ソフトウェア, Kabushikigaisha Furomu Sofutowea) est une entreprise japonaise de développement de jeux vidéo, fondée en 1986 et située à Tokyo. Elle est notamment connue pour avoir créé les séries Dark Souls et Armored Core, ainsi que les jeux Bloodborne (2015), Sekiro: Shadows Die Twice (2019) et Elden Ring (2022).

## Histoire
FromSoftware a été fondée le 1er novembre 1986, et a développé un logiciel de productivité pendant les premières années de son existence. Le premier jeu vidéo du studio n'est venu qu'en 1994, quand est sorti King's Field comme titre de lancement pour la PlayStation. Le jeu n'a jamais vu le jour en Amérique du Nord, bien qu'une suite de 1995 sortira plus tard en Amérique du Nord portant le même titre, qui a été publié sous le nom de King's Field II au Japon. Après avoir sorti un troisième titre de cette série, FromSoftware a ensuite sorti Echo Night ainsi que Shadow Tower (en) en 1998. IGN notera plus tard que ce dernier était « effectivement un suivi de King's Field » car il partageait de nombreuses conventions de gameplay avec celui-ci. Pendant cette période, FromSoftware sortait également Armored Core, le premier d'une série de jeux mecha qui engendrera de nombreuses suites.
En 2000, au lancement de la PlayStation 2, FromSoftware a soutenu la plateforme avec deux RPG, Eternal Ring qui, comme la série King's Field, est un RPG à la première personne, et Evergrace, un RPG d'action plus conventionnel, avec point de vue à la troisième personne. La société a également réalisé des suites dans ses offres PlayStation 1 avec King's Field IV et Shadow Tower Abyss. FromSoftware a aussi publié les titres Lost Kingdom pour la Gamecube, une console de sixième génération concurrente. Au cours de cette génération, l'attention de FromSoftware passe des RPG aux jeux mécaniques en raison en partie du succès de la série Armored Core. En plus des titres Armored Core, FromSoftware sort également Frame Gride (en) pour la Dreamcast ainsi que deux jeux Xbox, Murakumo: Armored Mech Pursuit et Metal Wolf Chaos. En plus des jeux mecha originaux, FromSoftware produit également une série de jeux sous licence basés des anime variés et sorti sous le nom Another Century's Episode.
En avril 2014, la société est rachetée par le groupe japonais Kadokawa Corporation. La finalité de l’acquisition est entérinée le 21 mai de cette même année. À la suite de ce rachat, Hidetaka Miyazaki, fort des succès de Demon's Souls, et de sa suite spirituelle Dark Souls, devient président du studio le 24 mai de la même année. Il succède à Naotoshi Zin qui devient désormais consultant. Malgré ses nouvelles responsabilités au sein du studio, Miyazaki continue de réaliser de nouveaux jeux.
En janvier 2016, FromSoftware ajoute un nouveau studio à Fukuoka qui se concentre sur la création d'actifs d'imagerie générée par ordinateur (CGI) pour les jeux créés par le studio principal,.
En août 2022, la filiale de Tencent, Sixjoy, et Sony Interactive Entertainment acquièrent un total de 30,34 % de l'entreprise (16,25 % pour Sixjoy et 14,09 % pour SIE), tandis que Kadokawa Corporation reste actionnaire majoritaire de l'entreprise avec 69,66 % des parts.

## Culture d'entreprise
En mai 2022, le studio compte 349 employés. Des témoignages font état d'une très forte attrition parmi eux, notamment due à la fréquence des heures supplémentaires et à des salaires en dessous du marché. La réputation générale de l'entreprise sur un site d'évaluation des environnements de travail fait état d'une culture d'entreprise anxiogène et peu gratifiante. Les conditions de travail sont particulièrement dures pour les femmes, déjà en infériorité numérique : un développeur remarque que, du fait de l'absence de soutien au congé maternité ou à la garde des enfants, il est attendu de la plupart des employées tombant enceintes qu'elles quittent l'entreprise.
À l'échelle des studios de jeu vidéo au Japon, FromSoftware propose des salaires dans la fourchette basse et en inadéquation avec le coût de la vie à Tokyo ; le salaire minimal, par exemple, est à peine supérieur au loyer d'un appartement d'une chambre à Tokyo. Les horaires de travail sont flexibles, avec un créneau imposé de 11h00 à 17h00. Les heures supplémentaires sont généralement payées aux employés, mais seulement à hauteur de 50% du salaire horaire normal pour les heures travaillées après minuit, ce qui est inhabituel pour les entreprises japonaises. L'équipe de développeurs doit parfois faire du crunch, notamment sur deux ou trois mois consécutifs lorsqu'ils approchent de la sortie d'un de leurs jeux.
Le 4 octobre 2024, l'entreprise annonce vouloir revaloriser les salaires à partir de la nouvelle année fiscale, soit en avril 2024. Le salaire de base augmentera de 11,8% en moyenne, quand les nouveaux diplômés recrutés par le studio commenceront à 300 000 yen (1 858 euros) par mois au lieu de 260 000 yen (1 611 euros) mensuels,. Cette conversion est à prendre avec des pincettes, le coût de la vie n'étant pas le même en France et au Japon.

## Jeux développés
FromSoftware a développé des jeux pour une large gamme de plates-formes, notamment la Dreamcast, Nintendo DS, GameCube, PlayStation, PlayStation 2, PlayStation 3, PlayStation 4, PlayStation 5, Xbox, Xbox 360, Xbox One, Xbox Series, PlayStation Portable, Wii, Microsoft Windows, Nintendo Switch, Nintendo Switch 2 et de nombreux appareils mobiles.
Avec seize titres développés, la série Armored Core est la franchise la plus ancienne du studio. Le titre le plus récent, Armored Core VI: Fires of Rubicon, est sorti dans le monde entier en août 2023 pour Microsoft Windows, PlayStation 4, PlayStation 5, Xbox One et Xbox Series. Plus tôt, et moins notable en dehors du Japon, les séries Enchanted Arms, King's Field, Chromehounds, Otogi et Tenchu ; ces titres ont, pour la plupart, été accueillis favorablement.
En 2009, le studio sort Demon's Souls pour PlayStation 3, ce qui lui a apporté une exposition internationale. Son successeur spirituel, Dark Souls, est sorti en 2011. En mars 2014, Dark Souls II, est sorti, tandis que Dark Souls III est sorti en 2016. Un titre inspiré de la série Souls, Bloodborne, est sorti en mars 2015. La série des Dark Souls, ainsi que Bloodborne, ont été largement saluées par la critique, ainsi que de fortes ventes au niveau national et international,,. Ils ont également reçu un certain nombre de récompenses, principalement celles pour le genre du jeu de rôle, y compris plusieurs récompenses "RPG de l'année" et Jeu de l'année,,,. Depuis leur sortie, Dark Souls et Bloodborne ont été cités par de nombreuses publications comme faisant partie des meilleurs jeux de tous les temps,,.
En avril 2016, FromSoftware révèle travailler sur une nouvelle licence, et également qu’ils avaient pour intentions de revenir à la série Armored Core. Deux jeux, l'exclusivité PlayStation VR Déraciné et le jeu multiplateforme Sekiro: Shadows Die Twice, ont été annoncés à l'E3 2018,. Sekiro: Shadows Die Twice sort en 2019 et est un succès critique et commercial. Il est nommé jeu de l'année aux Game Awards 2019.
À l'E3 2019 est annoncé, un jeu de rôle d'action mettant en vedette la collaboration, de Miyazaki et l'auteur de la série Le Trône de fer, George RR Martin, intitulé Elden Ring. Le jeu sort finalement en février 2022, il est immédiatement une réussite critique et commercial. Il remporte plusieurs récompenses de jeu vidéo de l'année, dont celle de la cérémonie des Game Awards 2022, et se vend à plus de 20 millions d'exemplaires lors de sa première année devenant le plus grand titre du studio.
| Année | Jeu                                                   | Plateformes                                                                               |
| ----- | ----------------------------------------------------- | ----------------------------------------------------------------------------------------- |
| 1994  | King's Field                                          | PlayStation                                                                               |
| 1995  | King's Field II                                       | PlayStation                                                                               |
| 1996  | King's Field III                                      | PlayStation                                                                               |
| 1997  | Armored Core                                          | PlayStation                                                                               |
| 1997  | Armored Core: Project Phantasma                       | PlayStation                                                                               |
| 1998  | Shadow Tower (en)                                     | PlayStation                                                                               |
| 1998  | Echo Night                                            | PlayStation                                                                               |
| 1999  | Armored Core: Master of Arena                         | PlayStation                                                                               |
| 1999  | Spriggan: Lunar Verse (en)                            | PlayStation                                                                               |
| 1999  | Frame Gride (en)                                      | Dreamcast                                                                                 |
| 1999  | Echo Night 2: The Lord of Nightmares (en)             | PlayStation                                                                               |
| 2000  | Eternal Ring                                          | PlayStation 2                                                                             |
| 2000  | Evergrace                                             | PlayStation 2                                                                             |
| 2000  | Armored Core 2                                        | PlayStation 2                                                                             |
| 2000  | The Adventures of Cookie & Cream (en)                 | PlayStation 2                                                                             |
| 2001  | Armored Core 2: Another Age                           | PlayStation 2                                                                             |
| 2001  | Forever Kingdom (en)                                  | PlayStation 2                                                                             |
| 2001  | King's Field IV                                       | PlayStation 2                                                                             |
| 2002  | Armored Core 3                                        | PlayStation 2                                                                             |
| 2002  | Lost Kingdoms                                         | GameCube                                                                                  |
| 2002  | Murakumo: Renegade Mech Pursuit                       | Xbox                                                                                      |
| 2002  | Otogi: Myth of Demons                                 | Xbox                                                                                      |
| 2003  | Armored Core: Silent Line                             | PlayStation 2                                                                             |
| 2003  | Thousand Land                                         | Xbox                                                                                      |
| 2003  | Lost Kingdoms II                                      | GameCube                                                                                  |
| 2003  | Shadow Tower Abyss                                    | PlayStation 2                                                                             |
| 2003  | Otogi 2: Immortal Warriors                            | Xbox                                                                                      |
| 2004  | Echo Night: Beyond                                    | PlayStation 2                                                                             |
| 2004  | Armored Core: Nexus                                   | PlayStation 2                                                                             |
| 2004  | Kuon                                                  | PlayStation 2                                                                             |
| 2004  | Armored Core: Nine Breaker                            | PlayStation 2                                                                             |
| 2004  | Armored Core: Formula Front                           | PlayStation Portable, PlayStation 2                                                       |
| 2004  | Metal Wolf Chaos                                      | Xbox                                                                                      |
| 2005  | Yoshitsune Eiyūden: The Story of Hero Yoshitsune (en) | PlayStation 2                                                                             |
| 2005  | Another Century's Episode                             | PlayStation 2                                                                             |
| 2005  | Armored Core: Last Raven                              | PlayStation 2                                                                             |
| 2006  | Enchanted Arms                                        | PlayStation 3, Xbox 360                                                                   |
| 2006  | Another Century's Episode 2 (en)                      | PlayStation 2                                                                             |
| 2006  | Chromehounds                                          | Xbox 360                                                                                  |
| 2006  | King's Field: Additional I                            | PlayStation Portable                                                                      |
| 2006  | King's Field: Additional II                           | PlayStation Portable                                                                      |
| 2006  | Armored Core 4                                        | PlayStation 3, Xbox 360                                                                   |
| 2007  | Nanpure VOW                                           | Nintendo DS                                                                               |
| 2007  | Iraroji VOW                                           | Nintendo DS                                                                               |
| 2007  | Another Century's Episode 3: The Final (en)           | PlayStation 2                                                                             |
| 2008  | Armored Core: For Answer                              | PlayStation 3, Xbox 360                                                                   |
| 2008  | Shadow Assault: Tenchu (en)                           | Xbox 360                                                                                  |
| 2009  | Inugamike no Ichizoku                                 | Nintendo DS                                                                               |
| 2009  | Ninja Blade                                           | Microsoft Windows, Xbox 360                                                               |
| 2009  | Demon's Souls                                         | PlayStation 3                                                                             |
| 2009  | Yatsu Hakamura                                        | Nintendo DS                                                                               |
| 2010  | Another Century's Episode: R (en)                     | PlayStation 3                                                                             |
| 2010  | Monster Hunter Diary: Poka Poka Airou Village         | PlayStation Portable                                                                      |
| 2011  | Another Century's Episode Portable (en)               | PlayStation Portable                                                                      |
| 2011  | Dark Souls                                            | Microsoft Windows, PlayStation 3, Xbox 360                                                |
| 2012  | Armored Core V                                        | PlayStation 3, Xbox 360                                                                   |
| 2012  | Mobile Suit Gundam Unicorn (en)                       | PlayStation 3                                                                             |
| 2012  | Steel Battalion: Heavy Armor                          | Xbox 360                                                                                  |
| 2013  | Armored Core: Verdict Day                             | PlayStation 3, Xbox 360                                                                   |
| 2014  | Dark Souls II                                         | Microsoft Windows, PlayStation 3, Xbox 360                                                |
| 2015  | Dark Souls II: Scholar of the First Sin               | Microsoft Windows, PlayStation 3, PlayStation 4, Xbox 360, Xbox One                       |
| 2015  | Bloodborne                                            | PlayStation 4                                                                             |
| 2015  | Monster Hunter Diary: Poka Poka Airou Village DX      | Nintendo 3DS                                                                              |
| 2016  | Dark Souls III                                        | Microsoft Windows, PlayStation 4, Xbox One                                                |
| 2018  | Dark Souls: Remastered                                | Microsoft Windows, PlayStation 4, Xbox One, Nintendo Switch                               |
| 2018  | Déraciné                                              | PlayStation 4 (PlayStation VR)                                                            |
| 2019  | Sekiro: Shadows Die Twice                             | Microsoft Windows, PlayStation 4, Xbox One                                                |
| 2022  | Elden Ring                                            | Microsoft Windows, PlayStation 4, PlayStation 5, Xbox One, Xbox Series, Nintendo Switch 2 |
| 2023  | Armored Core VI: Fires of Rubicon                     | Microsoft Windows, PlayStation 4, PlayStation 5, Xbox One, Xbox Series                    |
| 2025  | Elden Ring Nightreign                                 | Microsoft Windows, PlayStation 4, PlayStation 5, Xbox One, Xbox Series                    |
| 2026  | The Duskbloods                                        | Nintendo Switch 2                                                                         |